# Xian de Hongya
Le xian de Hongya (洪雅县 ; pinyin : Hóngyǎ Xiàn) est un district administratif de la province du Sichuan en Chine. Il est placé sous la juridiction de la ville-préfecture de Meishan.

## Démographie
La population du district était de 340 546 habitants en 1999.